# Compliance (medicin)
För kvalitetssäkring inom organisationer, se normsäkring.
Compliance (följsamhet) är en term inom medicin och sjukvård, som indikerar i vilken grad en patient följer medicinska råd, tar sina mediciner, etcetera. Den term som mest används i dag är "adherence".
Termen används även inom fysiologin för att beskriva töjbarhet i olika vävnader såsom blodkärlens storlek vid olika blodtryck, eller bröstkorgsvägg och lungvävnad vid andning.